# Harnașament

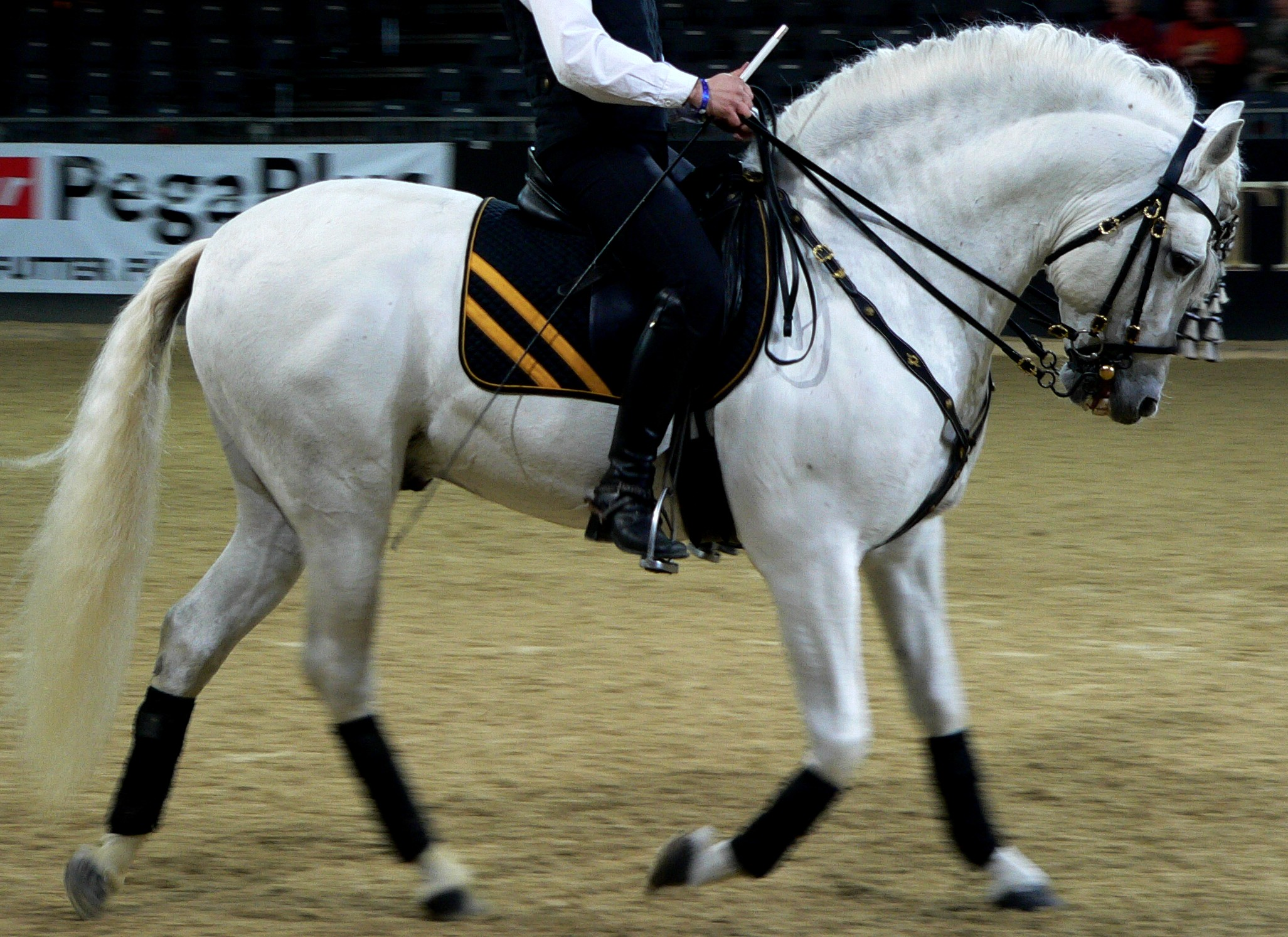
Accesorii de călărie

Harnașamentul reprezintă totalitatea obiectelor necesare la înhămarea, înșeuarea și conducerea calului.  Este o serie de echipamente purtate de un cal în cadrul întrebuințării sale ca animal domestic.

## Elemente
- Șa
- Valtrap
- Scăriță
- Căpăstru
- Frâu
- Zăbală
- Capișon

## Echipament suplimentar
- Pinteni
- Cravașă